# クリュチ
クリュチ（ボスニア語: Ključ,クロアチア語: Ključ,セルビア語: Кључ）はボスニア・ヘルツェゴビナの町および基礎自治体で、ボスニア・ヘルツェゴビナを構成する構成体のうちボスニア・ヘルツェゴビナ連邦のウナ＝サナ県に属する自治体である。町の名であるクリュチはセルビア・クロアチア語系の言葉で鍵を意味する。

## 地勢
サンスキ・モストの南側に位置し、サナ川河畔の町で森林が多い。

## 歴史
人が居住し始めたのは古代ローマより遥か以前のことであった。町自体が最初に言及されたのは1322年のバンであるスティエパン2世コトロマニッチ（Stjepan II Kotromanić）の文書である。1463年にはオスマン帝国により最後のボスニア王国の城砦が落とされ以後、オスマンの支配となった。
1990年代に勃発したボスニア・ヘルツェゴビナ紛争とその後のデイトン合意により町はスルプスカ共和国とボスニア・ヘルツェゴビナ連邦の二つの構成体の自治体に分割され、スルプスカ共和国に属する自治体は現在はリブニクとなっている。

## 経済
町には幹線道路M5号線が通っている。町の主要な産業は林業の他、軽工業や観光業が支えている。